# Олешня (Курская область)
Олешня — хутор в Суджанском районе Курской области. Входит в состав Заолешенского сельсовета.

## География
Хутор находится на одноимённой реке в бассейне Суджи, на российско-украинской границе, в 97 км к юго-западу от Курска, в 9,5 км к юго-западу от районного центра — города Суджа, в 9,5 км от центра сельсовета — Заолешенка.
Улицы
В хуторе имеются четыре улицы: Луговая, Молодёжная, Набережная, Садовая.
Климат
Хутор Олешня, как и весь район, расположен в поясе умеренно континентального климата с тёплым летом и относительно тёплой зимой (Dfb в классификации Кёппена).

## Население
| 2002 | 2010 |
| ---- | ---- |
| 158  | ↘104 |

## Инфраструктура
Личное подсобное хозяйство. В хуторе 66 домов.

## Транспорт
Олешня находится в 2 км от автодороги регионального значения 38К-004 (Дьяконово — Суджа — граница с Украиной), в 8,5 км от автодороги 38К-030 (Рыльск — Коренево — Суджа), в 9,5 км от автодороги 38К-024 (Льгов — Суджа), в 3,5 км от автодороги межмуниципального значения 38Н-609 (Суджа — Гуево — Горналь — граница с Украиной), на автодорогах 38Н-060 (Гоголевка — Олешня) и 38Н-610 (38Н-609 — Олешня — 38К-004), в 13 км от ближайшей ж/д станции Суджа (линия Льгов I — Подкосылев).
В 117 км от аэропорта имени В. Г. Шухова (недалеко от Белгорода).